# Blue Fire
Blue Fire Megacoaster – kolejka górska firmy Mack Rides znajdująca się w parku rozrywki Europa-Park w Niemczech, otwarta w 2009 roku w strefie parku poświęconej Islandii. Jest to kolejka typu launched coaster – napęd LSM rozpędza pociągi do prędkości 100 km/h w 2,5 s.

## Historia
W czerwcu 2008 roku park ogłosił rozbudowę o nową strefę tematyczną nawiązującą do Islandii.
Na początku września 2008 roku rozpoczęły się pierwsze prace na konstrukcją kolejki.
Budowa kolejki została ukończona w połowie grudnia 2008 roku, po czym 4 kwietnia 2009 roku roller coaster został oddany do użytku gości parku.

## Tematyzacja
Kolejka położona jest w strefie parku związanej z Islandią. Wystrój kolejki nawiązuje do krajobrazu tego państwa. Za tematyzację kolejki odpowiadała firma P&P Projects. Tor kolejki błękitny, podpory srebrne.

## Opis przejazdu
Pociąg opuszcza stację i wjeżdża do zaciemnionego tunelu, w którym skręca dwukrotnie o 90° w lewo. Następnie pociąg ustawia się na sekcji startowej i zatrzymuje się. Po kilku sekundach pociąg opuszcza tunel i zostaje przyspieszony do 100 km/h w ciągu 2,5 s, przejeżdża przez krótki tunel utworzony w scenografii i pokonuje najwyższe wzniesienie o wysokości 38 m z jednoczesnym nawrotem o 180° w lewo. Następnie pociąg pokonuje drugi tunel i pierwszą inwersję – pętlę o wysokości 32 m, po czym przejeżdża przez niewielkie wzniesienie z jednoczesnym mocnym pochyleniem w prawo (overbanked turn) i wznosi się skręcając w prawo na segment hamulców sekcyjnych (MCBR), z których zjeżdża z jednoczesną łagodną zmianą kierunku w prawo. Pociąg następnie pokonuje dwie inwersje po kolei (rodzaj korkociągu) nazwane łącznie przez producenta twisted horeshoe roll. W trakcie pokonywania obu inwersji pociąg przejeżdża przez trzeci tunel oraz niewielki wąwóz. Następnie pociąg wykonuje dwa łuki tworzące kształt litery S z jednoczesnym wzniesieniem pośrodku, wykonuje nawrót o 180° w lewo i pokonuje czwartą inwersję – in-line twist (rodzaj beczki), zawraca o 180° w prawo, zostaje wyhamowany i wraca na stację.

## Miejsce w rankingach
| Golden Ticket Awards – Top 50 stalowych kolejek górskich | Golden Ticket Awards – Top 50 stalowych kolejek górskich | Golden Ticket Awards – Top 50 stalowych kolejek górskich | Golden Ticket Awards – Top 50 stalowych kolejek górskich | Golden Ticket Awards – Top 50 stalowych kolejek górskich | Golden Ticket Awards – Top 50 stalowych kolejek górskich | Golden Ticket Awards – Top 50 stalowych kolejek górskich | Golden Ticket Awards – Top 50 stalowych kolejek górskich | Golden Ticket Awards – Top 50 stalowych kolejek górskich | Golden Ticket Awards – Top 50 stalowych kolejek górskich | Golden Ticket Awards – Top 50 stalowych kolejek górskich | Golden Ticket Awards – Top 50 stalowych kolejek górskich | Golden Ticket Awards – Top 50 stalowych kolejek górskich | Golden Ticket Awards – Top 50 stalowych kolejek górskich | Golden Ticket Awards – Top 50 stalowych kolejek górskich | Golden Ticket Awards – Top 50 stalowych kolejek górskich |
| -------------------------------------------------------- | -------------------------------------------------------- | -------------------------------------------------------- | -------------------------------------------------------- | -------------------------------------------------------- | -------------------------------------------------------- | -------------------------------------------------------- | -------------------------------------------------------- | -------------------------------------------------------- | -------------------------------------------------------- | -------------------------------------------------------- | -------------------------------------------------------- | -------------------------------------------------------- | -------------------------------------------------------- | -------------------------------------------------------- | -------------------------------------------------------- |
| 2009                                                     | 2010                                                     | 2011                                                     | 2012                                                     | 2013                                                     | 2014                                                     | 2015                                                     | 2016                                                     | 2017                                                     | 2018                                                     | 2019                                                     | 2020                                                     | 2021                                                     | 2022                                                     | 2023                                                     | 2024                                                     |
| –                                                        | –                                                        | 34                                                       | 32                                                       | 21                                                       | 17                                                       | 17                                                       | 14                                                       | 18                                                       | 19                                                       | 23                                                       | ×                                                        | 30                                                       | 33                                                       | 39                                                       | 34                                                       |

| European Star Award – Top 10 stalowych kolejek górskich w Europie | European Star Award – Top 10 stalowych kolejek górskich w Europie | European Star Award – Top 10 stalowych kolejek górskich w Europie | European Star Award – Top 10 stalowych kolejek górskich w Europie | European Star Award – Top 10 stalowych kolejek górskich w Europie | European Star Award – Top 10 stalowych kolejek górskich w Europie | European Star Award – Top 10 stalowych kolejek górskich w Europie | European Star Award – Top 10 stalowych kolejek górskich w Europie | European Star Award – Top 10 stalowych kolejek górskich w Europie |
| ----------------------------------------------------------------- | ----------------------------------------------------------------- | ----------------------------------------------------------------- | ----------------------------------------------------------------- | ----------------------------------------------------------------- | ----------------------------------------------------------------- | ----------------------------------------------------------------- | ----------------------------------------------------------------- | ----------------------------------------------------------------- |
| 2012                                                              | 2013                                                              | 2014                                                              | 2015                                                              | 2016                                                              | 2017                                                              | 2018                                                              | 2019                                                              | 2020                                                              |
| 4                                                                 | 2                                                                 | 5                                                                 | 5                                                                 | 8                                                                 | 10                                                                | –                                                                 | –                                                                 | ×                                                                 |

## Galeria

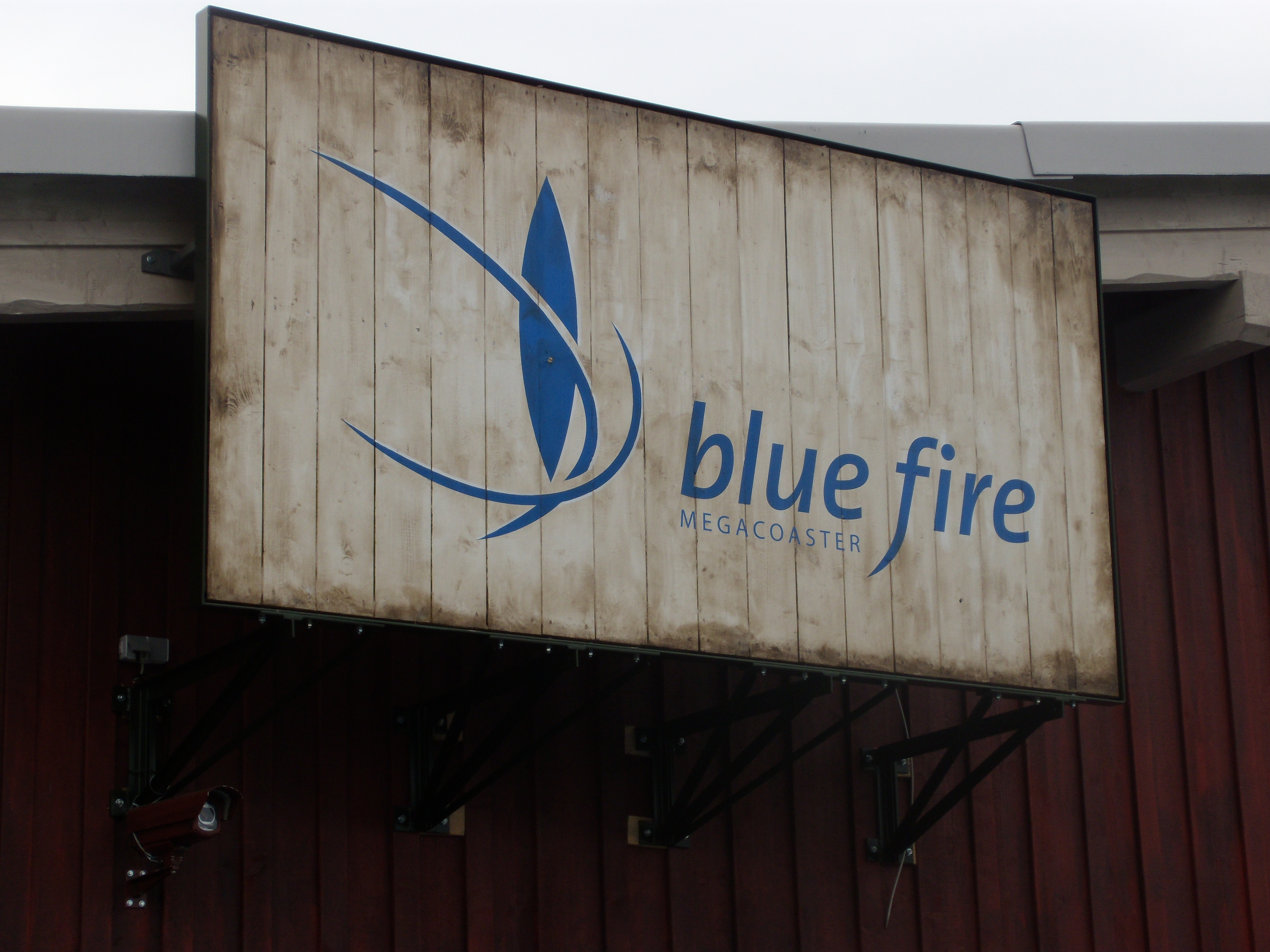
Logo kolejki
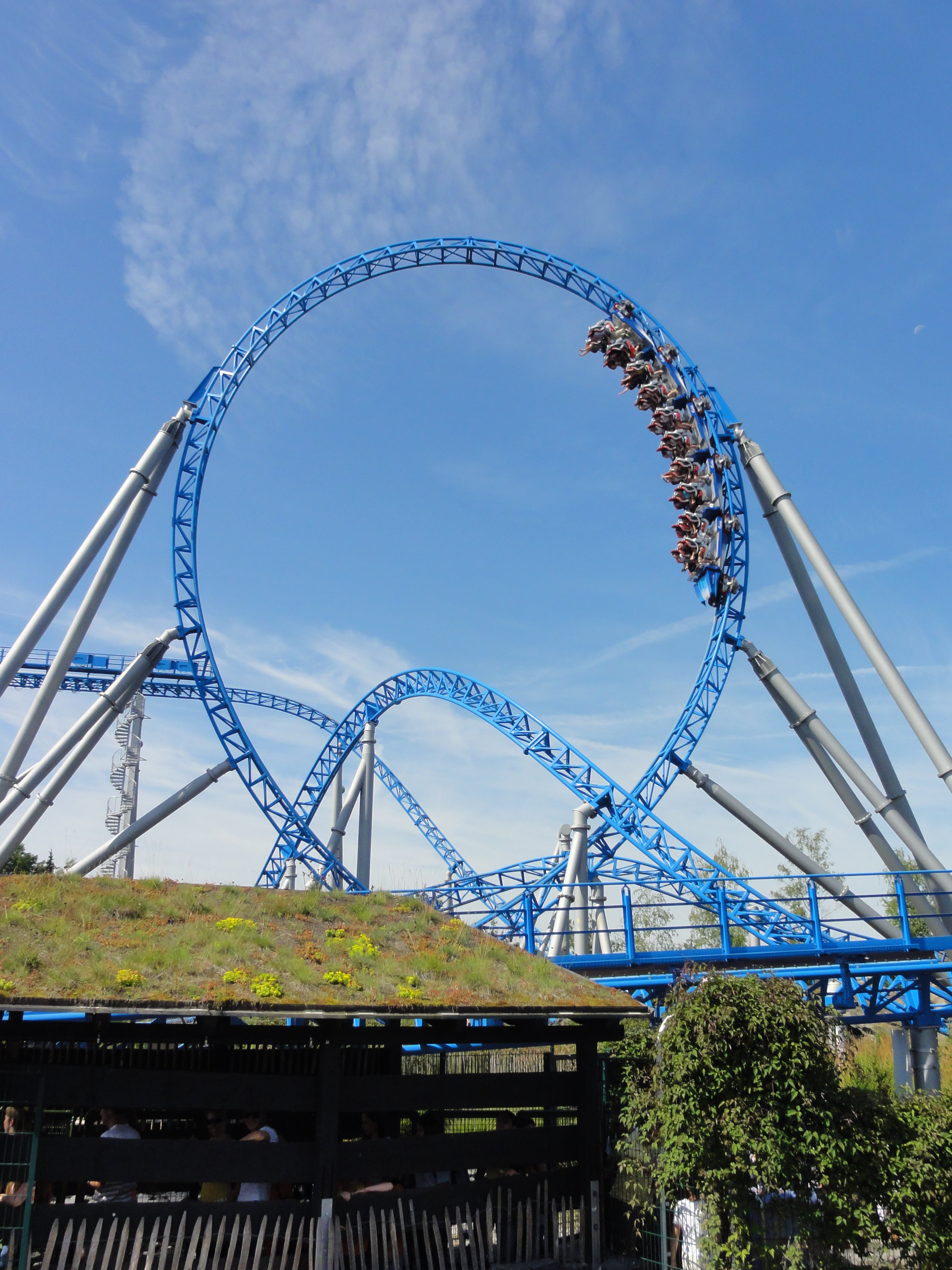
Pętla
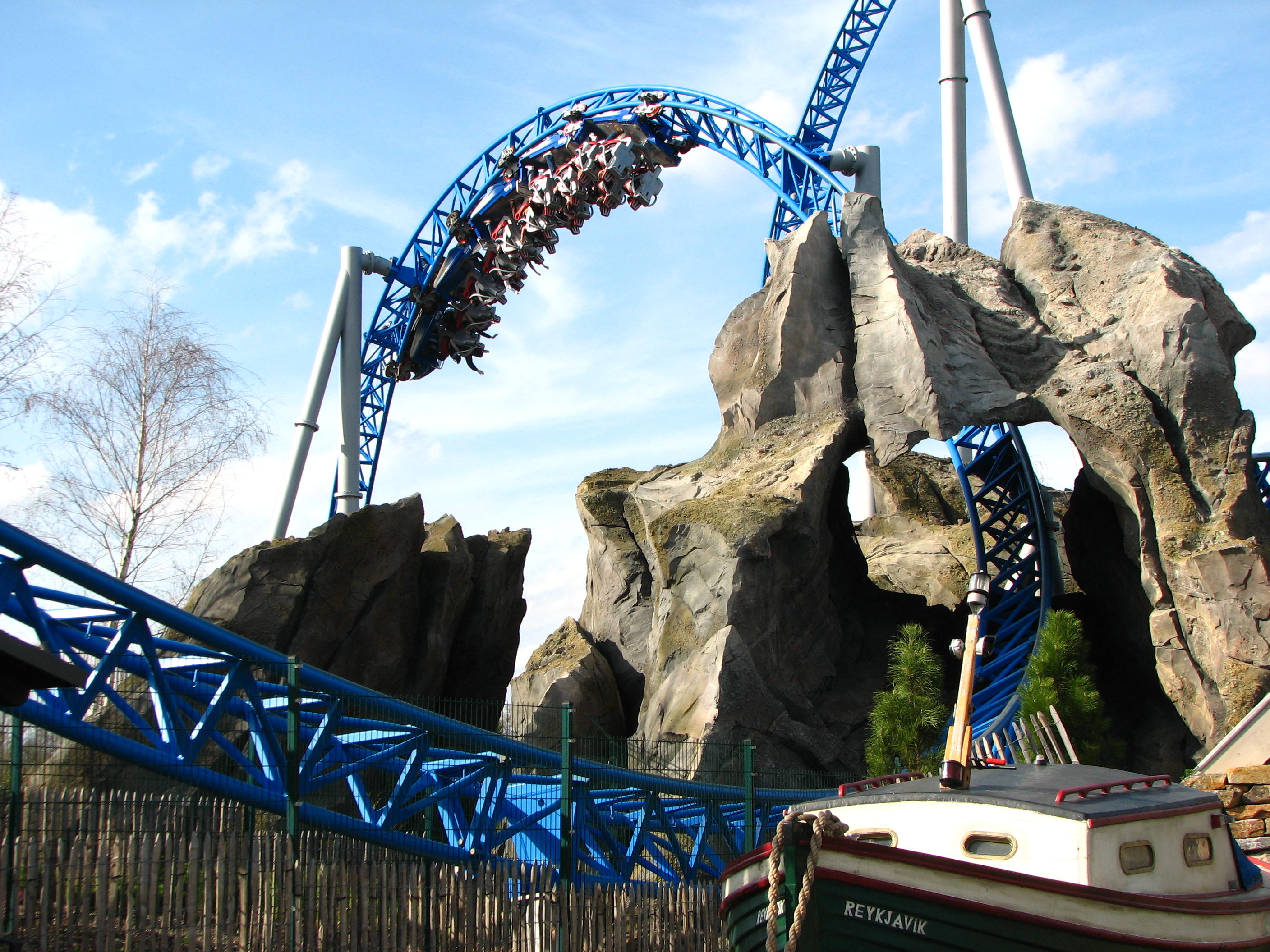
Pierwsza połowa inwersji twisted horseshoe roll i elementy scenografii.
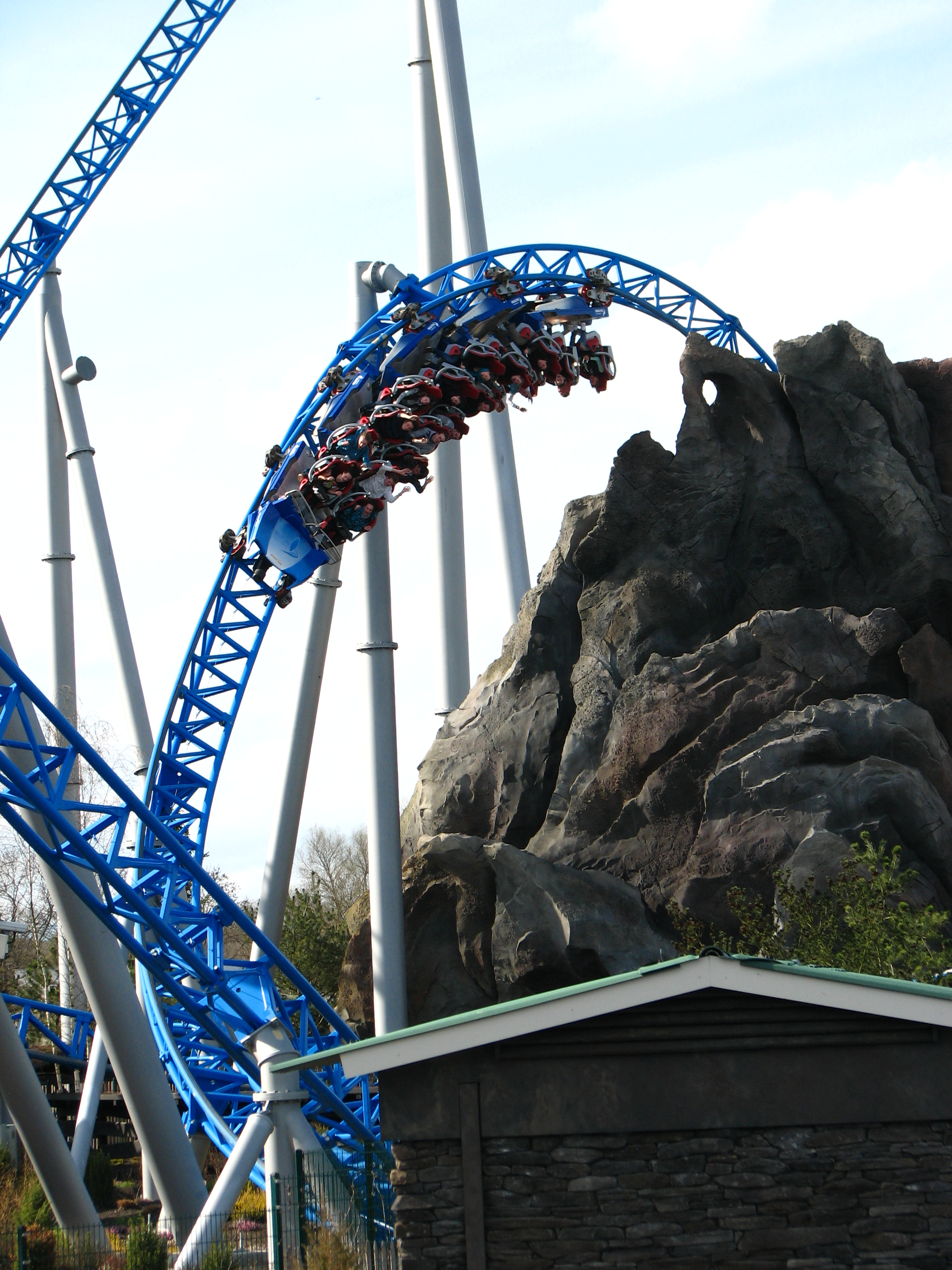
Druga połowa inwersji twisted horseshoe roll.
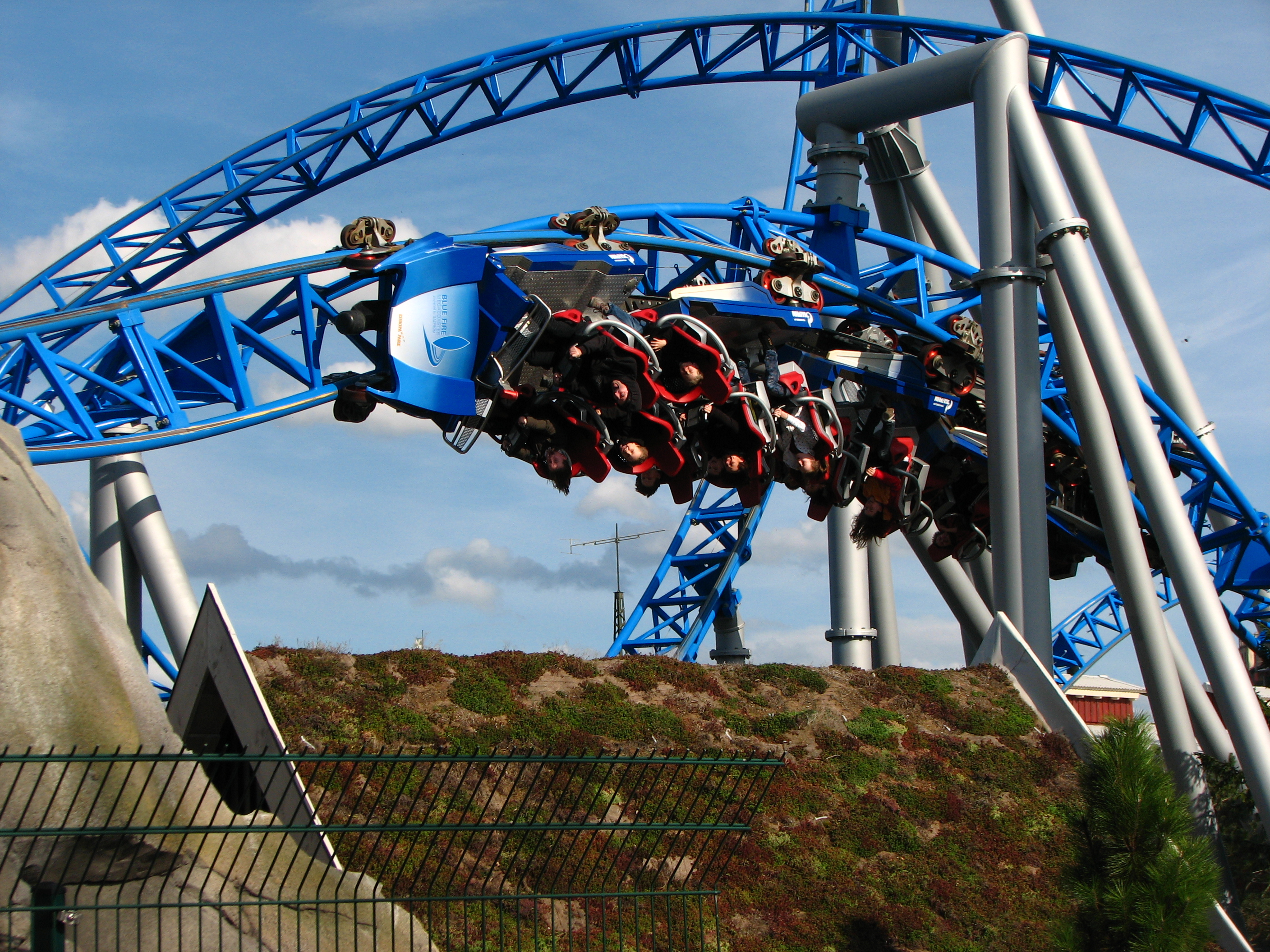
Inwersja in-line twist.